# Carles Andrés i Morell
Carles Andrés i Morell (Planes, Comtat, 1753 - 5 de gener de 1820) fou un jurista i polític valencià. El seu germà, Joan Andrés i Morell era jesuïta i fou expulsat a Itàlia. Va traduir la seva obra al castellà per encàrrec del comte de Floridablanca
Estudià dret i filosofia a la Universitat de València i exercí com a advocat a la Reial Audiència de València. El 1780 es va traslladar a Madrid, on fou membre de l'Acadèmia de Florència i advocats dels Reials Consells. Es va relacionar amb els principals erudits valencians de l'època, com Francesc Pérez i Bàyer, Francesc Cerdà i Rico i Antoni Josep Cavanilles i Palop. Uns anys més tard va tornar a València i el 1802 fou nomenat oïdor de la Reial Audiència de Mallorca, càrrec al qual va renunciar el 1817.
El 1811 fou elegit diputat a les Corts de Cadis en substitució de Josep Lledó qui encara que havia estat nomenat el 2 de febrer de 1810, no va poder assistir per ser capturat pels francesos. Va jurar i va prendre possessió del seu càrrec en la sessió del dia 12 de juny de 1811. De pensament ultraconservador, molt en la línia de Francesc Xavier Borrull i Vilanova, contrari al centralisme i a les mesures jacobines proposades pels liberals. Va mostrar una actitud un xic condescendent amb el bisbe d'Ourense en el seu enfrontament amb les Corts de Cadis i, quan es va discutir el tercer reglament de la Regència, va votar en la línia dels que feien valer el perill que aquella es convertís en pràcticament invulnerable i que caigués en una espècie de despotisme ministerial. Va formar part de la comissió encarregada d'examinar les proposicions i expedients presentats pel diputat Garcés sobre la Serranía de Ronda, composta de tres diputats. Va votar a favor de la pervivència del tribut anomenat Vot de Santiago. Per això és un dels fundadors de la Constitució de Cadis de 1812. El setembre de 1813 es retirà a Planes.

## Obres
- Origen, progresos y estado actual de tota la literatura traducció de l'obra del seu germà (1784)